# Renato De Maria
Renato De Maria (Varese, 1958) és un director i guionista italià que treballa en l'àmbit del cinema i la televisió.

## Biografia
Amb la publicació d'una novel·la fotogràfica experimental per a Frigidaire, participa en el seguici bolonyès de Zio Feininger. El 1982 va guanyar el premi a la millor producció de vídeo al Festival de Cinema de Torí amb alguns vídeos de producció pròpia, entre ells Trilogy of banal life amb Freak Antoni i Telepornovisione, primer videoclip dels Gaznevada. En els anys següents va produir videoinstal·lacions en galeries d'art i pel·lícules documentals, com el vídeo de 1988 Love is the answer a favor de la solidaritat amb els malalts de sida amb la fotografia de Vittorio Storaro i Raoni's return, un documental de 1989 amb Sting filmat a la selva amazònica.
El 1990 va fundar la productora de vídeo Monochrome per a la qual va escriure i dirigir un documental el 1977 a Bolonya, Il trasloco.
El seu debut a la gran pantalla va tenir lloc el 1996 amb la pel·lícula Hotel Paura de la qual també va escriure el guió. El 2001 va fer la pel·lícula Paz!, una pel·lícula que li va valer cinc Nastro d'argento, un Globo d'oro, dos Ciak d'oro i dues nominacions al David di Donatello. El 2000 va fer els 24 episodis de la primera temporada de Distretto di Polizia. Dirigeix Luca Zingaretti al telefilm Doppio agguato, Sergio Castellitto a la versió televisiva del commissari Maigret i la seva esposa Isabella Ferrari a la pel·lícula Amatemi. Dirigeix la sèrie de televisió Medicina generale con Nicole Grimaudo i Andrea Di Stefano. El 2009 dirigeix la pel·lícula La prima linea, amb Riccardo Scamarcio i Giovanna Mezzogiorno, basada en un llibre autobiogràfic del terrorista de Prima Linea Sergio Segio. El 2010 dirigeix per la Rai els sis episodis d'Il segreto dell'acqua, protagonitzada per Riccardo Scamarcio. El 2015 ha dirigit La vita oscena amb Isabella Ferrari.

## Vida privada
Està casat des de l'2002 amb Isabella Ferrari, amb qui va tenir dos fills, Nina i Giovanni. Junts van treballar en quatre pel·lícules Hotel Paura, Amatemi, La vita oscena, Rapiniamo il duce, així com a la primera temporada de Distretto di Polizia.

## Filmografia

### Cinema
- Hotel Paura (1996)
- Paz! (2002)
- Amatemi (2005)
- La prima linea (2009)
- La vita oscena (2014)
- Italian Gangsters (2015)
- Lo spietato (2019)
- Caterina Caselli - Una vita 100 vite (2021)
- Rapiniamo il duce (2022)

### Televisió
- Distretto di Polizia (2000)
- Doppio agguato (2003)
- Maigret (2004)
- Medicina generale (2007)
- Il segreto dell'acqua (2011)
- Squadra antimafia - Il ritorno del boss (2016)
- Le indagini di Lolita Lobosco - tercera temporada (2024)

### Documentals
- Echi d'occidente (1983)
- Raoni's return (1989) amb Sting
- Matti a parole (1990)
- Il trasloco (1991)
- Lu Papa Ricky (1992)
- La città parlata (1992)
- I figli dell'odio (1999)

### Actor
- Aprile, de Nanni Moretti (1998)
- Il caimano, de Nanni Moretti (2006)
- Tutta la vita davanti, de Paolo Virzì (2008)